# 拉特科·尼科利奇
拉特科·尼科利奇（1977年9月15日—），塞尔维亚前男子手球运动员。他曾代表南联盟参加2000年夏季奥林匹克运动会手球比赛，结果获得第四名。